# Fotballklubben Senja
Il Fotballklubben Senja, meglio noto come Senja, è una società calcistica norvegese con sede nella città di Silsand.

## Storia
La società è stata costituita nel 1949 con il nome di Laukhella Idrettslag, che in seguito è stato cambiato in Silsand og omegn idrettslag. La sezione calcistica del club ha assunto l'attuale denominazione prima dell'inizio della stagione 2000. Nel 2008, il Senja ha disputato la prima stagione in 2. divisjon, terzo livello del campionato norvegese. Dopo la retrocessione arrivata in quella stessa stagione, la squadra ha centrato un'immediata promozione e ha continuato a militare nella 2. divisjon fino al termine del campionato 2013, quando è retrocessa nuovamente. Il Senja ha riconquistato la promozione nella stagione 2014 ed è tornato in 2. divisjon per due stagioni, per poi retrocedere alla fine del campionato 2016. Dal 2019, la squadra è tornata in 2. divisjon.